# Алмейда, Мануэл де
Мануэ́л де Алме́йда (порт. Manuel de Almeida; 1580, Визеу — 10 мая 1646, Гоа, Португальская Индия) — португальский иезуит.
Мануэл де Алмейда родился в Визеу в 1580 году. В раннем возрасте вступил в «Общество Иисуса», а затем стал миссионером в Индии.
Алмейда жил с 1622 по 1634 год при дворе абиссинского султана и в своё время сообщил об Абиссинии весьма интересные сведения в своей «Истории Эфиопии» (Коимбра, 1650 г.) и «Исторических письмах» (Рим, 1629).
Мануэл де Алмейда скончался в Гоа в 1646 году.